# Sentinel Dome

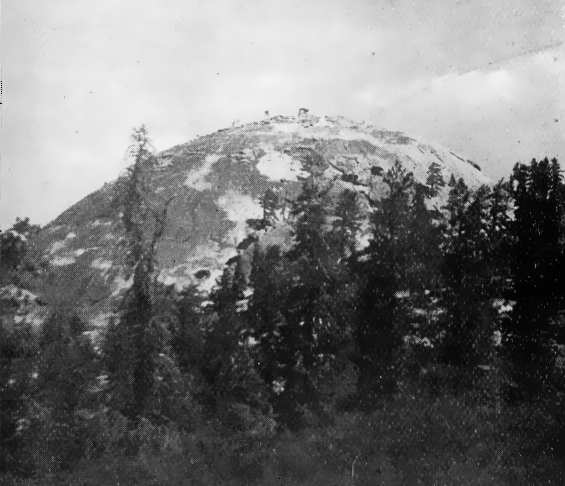
Sentinel Dome em 1910

Sentinel Dome é um pico do Yosemite National Park, Estados Unidos. Localiza-se próximo ao Glacier Point, possui um formato redondo e é o lugar mais alto em relação às montanhas próximas. 
O acesso até ele depende da época do ano. No verão, é possível chegar de carro, sendo necessário fazer uma pequena trilha para chegar ao topo. No inverno, a neve que cobre a única estrada de acesso não é retirado, pelo fato de ter clima alpino e ser um pico alto e sendo possível a prática de cross country. Possui uma das mais belas vistas de Yosemite, pois oferece uma vista de 360 graus, sendo possível ver o Half Dome, North Dome, Yosemite Falls e o El Capitain de um mesmo lugar.
O nome original nativo americano de Sentinel Dome, na língua Southern Sierra Miwok, era "Sakkaduch". A pesquisa de Bunnell o chamou de "South Dome", mas a pesquisa de Whitney o renomeou como Sentinel Dome (de sua semelhança com uma torre de vigia). A vista do topo oferece uma visão de 360 graus do Vale de Yosemite e arredores. Pode-se ver Half Dome, El Capitan, Yosemite Falls, North Dome, Basket Dome e muito mais. O Sentinel Dome oferece uma visão de 360 graus do céu noturno e ele e o Glacier Point nas proximidades são locais populares para observar as estrelas.